# Одночлен
Одночле́н (англ. monomial) — це вираз, що є добутком чисел, змінних та їх степенів. Одночлен складається з числового множника (коефіцієнта) і однієї або декількох букв (змінних), узятих кожна з тим або іншим цілим позитивним показником степеня.
Одночленом називається також кожне окреме число без буквених множників, оскільки його можна уявити помноженим на одну чи кілька змінних, кожна з яких піднесена до нульового степеню.
Щоб помножити одночлени, числові множники перемножають, а до буквених застосовують правило множення степенів з однаковими основами.
Приклади одночленів: -5ах3; +а3с3ху; −7; +х3, -а. У цих прикладах у одночленів + а3с3ху і + х3 коефіцієнт +1, а у одночлена -а коефіцієнт −1.
Одночленом називають добуток чисел, змінних і їх натуральних степенів. Степенем одночлена називають суму показників степенів усіх буквених множників, що входять до одночлена.
Алгебраїчну суму декількох одночленів називають многочленом. Члени многочлена, які відрізняються тільки коефіцієнтами, є подібними. Зведення подібних членів — це спрощення многочлена шляхом заміни суми подібних членів одним членом. Так, у многочлені подібні перший і третій, також другий і четвертий члени.
Щоб помножити одночлен на одночлен, треба перемножити їх коефіцієнти і додати степені з однаковими основами. Щоб піднести одночлен до степеня, треба піднести його коефіцієнт до цього степеня і помножити показник степеня кожної букви на показник степеня, до якого підноситься одночлен. Щоб поділити одночлен на одночлен, треба поділити коефіцієнти діленого на коефіцієнт дільника, до знайденої частини приписати множниками кожну букву діленого з показником, що дорівнює різниці показників цієї букви у діленому і дільнику. При додаванні і відніманні многочленів користуються правилом розкриття дужок. Щоб помножити одночлен на многочлен, треба кожний член многочлена помножити на цей одночлен і одержані одночлени додати. Щоб помножити многочлен на многочлен, треба кожний член одного многочлена помножити на кожний член другого многочлена і одержані члени додати. Щоб розділити многочлен на одночлен, треба кожний член многочлена розділити на цей одночлен і одержані результати додати.

## Зверніть увагу
У старих довідниках з алгебри одночленом називається іноді всякий алгебраїчний вираз, в якому остання по порядку дія не є додавання чи віднімання. У цьому випадку, наприклад, називають одночленом вираз 2 (а + b); x / (y + 1). Однак навіть у посібниках, що повідомляють це визначення, весь подальший виклад зазвичай має на увазі одночлен в прийнятому вище вужчому значенні.